# 전국소농협회
전국소농협회(스페인어: Asociación Nacional de Agricultores Pequeños; ANAP)는 쿠바의 소농들의 이해를 대변하는 협동조합연맹체다. 회원 수는 30만 명 이상이다.